# Perfection, Nevada
Perfection, Nevada (oorspronkelijk bekend als Rejection) is een fictieve plaats in de Tremors filmreeks, en de Tremors televisieserie. De plaats komt voor in alle incarnaties van Tremors en is meestal de plek waar de fim/aflevering zich afspeelt. Alleen Tremors 2: Aftershocks speelde zich elders af.

## Beschrijving
Perfection is gelokaliseerd in de fictieve locatie Perfection Valley. Perfection Valley is een woestijnlandschap (mogelijk in de Mojavewoestijn) omgeven door bergen. Aan de noordkant loopt de vallei dood bij een groot ravijn.
Perfection is 54,72 kilometer (38 mijl) verwijderd van het dichtstbijzijnde andere plaatsje genaamd Bixby (eveneens een fictieve plaats). Er is slechts 1 weg de stad uit, en die loopt door een nauwe bergpas in het zuiden.
Wanneer Perfection precies gesticht is, is niet bekend. In elk geval bestond de stad al in 1889 en was toen een typisch mijnwerkersstadje. Nabij de stad lag een zilvermijn die eigendom was van Hiram Gummer, de overgrootvader van Burt Gummer. De stad stond toen nog bekend onder de naam Rejection, maar nadat de inwoners de eerste aanval van Graboids hadden afgeslagen werd deze naam veranderd in Perfection.
In Perfection heeft de tijd praktisch stilgestaan. Veel van de gebouwen zien er nog net zo uit als in 1889. Het meest kenmerkende gebouw in Perfection is de watertoren, het hoogste gebouw in de stad. Deze staat naast Chang’s Market, een kleine supermarkt die ook dienstdoet al de lokale taverne. De toren en de winkel bestaan al sinds Perfection gesticht is. In vroeger tijden had Perfection ook een smederij, postkantoor, bank en hotel, maar deze bestaan in 1990 niet meer.
Sinds de Graboids opdoken in 1990 (voor de tweede keer, in 1889 vielen ze ook al aan) is Perfection een populaire toeristische attractie geworden. Changs Market werd omgebouwd tot een souvenirwinkel waar onder andere Graboid, Shrieker en Ass-Blaster voorwerpen te koop waren.
Op een heuvel net buiten de stad staat de bunker van Burt Gummer, die is omringd door een betonnen muur tot diep onder de grond. Burt had ooit een huis, maar blies deze op in de derde film toen een Ass-Blaster dreigde zijn kelder binnen te dringen. Hij woont nu in een ondergrondse bunker.

## Ecosysteem
Perfection Valley is het thuis van typische woestijnflora en –fauna zoals coyotes. Het gebied is echter vooral bekend om zijn Graboids, Shriekers en Ass-Blasters. Ze zijn de grootste trekpleister maar tegelijk ook het grootste gevaar van Perfection. Sinds 2003 is er nog maar 1 Graboid in de vallei: El Blanco, de albino Graboid.
Graboids zijn niet de enige vreemde wezens in Perfection. Dankzij de aanwezigheid van een chemisch mengsel genaamd "Mix Master" duiken er geregeld nieuwe en dodelijke mutaties op. Voorbeelden zijn een ontploffende plant/dier hybride, en de "Invisibat" (een vleermuis) die van kleur kan veranderen om op te gaan in zijn omgeving.

## Inwoners

### Huidige inwoners
- Burt Gummer: een van de hoofdpersonen uit de films en televisieserie. Een paranoïde survivalexpert.
- Tyler Reed: eigenaar van de "Desert Jack's Graboid Tours", een toeristenattractie.
- Rosalita Sanchez: ex-Las Vegas showgirl en eigenaresse van een ranch.
- Nancy Sterngood: Ex-hippie; moeder van Mindy; maker van Graboid souvenirs.
- Jodi Chang: eigenaar van de supermarkt. Nichtje van voormalige eigenaar Walter Chang (die in de eerste film stierf).
- Melvin Plug: zakenman en landarchitect. Eigenaar van "Perfection Ranchettes". Kan niet overweg met Burt.
- Larry Norvel: fan van Burt en de Graboids.
- Cletus Poffenberger: een gepensioneerde biochemicus. Werkt in een nu verlaten lab ergens vlak bij Perfection.
- Harlow Winnemuca: een indiaan die werkt op Rosalita's ranch.
- Dr. Casey Matthews: wetenschapper. Kwam naar Perfection om Graboids te bestuderen. *Roger Garrett: Dr. Matthews' assistent.
- El Blanco

### Voormalige inwoners
- Earl Bassett: klusjesman. Hij hielp de Graboid aanval in 1990 af te slaan. Bezit nu een Graboid attractiepark.
- Valentine "Val" McKee: ook een klusjesman en voormalig partner van Earl. Is verhuisd en getrouwd met Rhonda LeBeck.
- Jack Sawyer: voormalig eigenaar van de "Desert Jack's Graboid Tours". Verkocht de zaak aan Tyler en verhuisde.
- Heather Gummer: Burts ex-vrouw en net zo’n wapenfreak als hij.
- Mindy Sterngood: Nancy’s dochter. Zit nu op de hogere school.
- Edgar Deems: kluizenaar en boer. Stierf door toedoen van een Graboid.
- "Old Fred": schaapherder, opgegeten door een Graboid.
- Jim: de lokale dokter, opgegeten door een Graboid.
- Megan: Jims vrouw, opgegeten door een Graboid.
- Walter Chang: voormalig eigenaar van de supermarkt, opgegeten door een Graboid.
- Nestor: woonde in een trailer. Opgegeten door een Graboid.
- Miguel: veehoeder. Aangevallen door een Ass-Blaster.
- Buford: Jacks assistent, opgegeten door een Graboid.

### Inwoners van Rejection
- Hiram Gummer: eigenaar van de zilvermijn en Burts overgrootvader.
- Christine Lord: weduwe en eigenaresse van het hotel. Hirams latere vrouw.
- Juan Pedilla: Ranch eigenaar, familie van Miguel en Rosalita.
- Pyong Chang: Chinese immigrant; eigenaar van de supermarkt.
- Lu Wan Chang: Pyongs vrouw.
- Fu Yien Chang: zoon van Pyong en Lu Wan.
- Tecopa: een indiaan
- "Old Fred": “Freight driver”. Wellicht een voorouder van de Old Fred uit 1990. Opgegeten door een Graboid.
- Stony Walter: mijnwerker, broer van Brick. Opgegeten door een Graboid.
- Brick Walter: mijnwerker, broer van Stony. Opgegeten door een Graboid.
- Big Horse Johnson: mijnwerker. Opgegeten door een Graboid.
- Soggy: mijnwerker en dronkaard. Opgegeten door een Graboid.
- Andrew Beck: niet gezien, maar wordt wel genoemd. Vertrok blijkbaar toen de stad armer werd.
- Stan: de voormalige smid. Vertrok ook toen de stad armer werd.